# Душан Трбојевић
Душан Трбојевић (Лапат, 28. мај 1921 — Чикаго, 2. јун 2003) био је командант Омладинског батаљона у Поцерској војно-четничкој бригади у Југословенској војсци у отаџбини током Другог светског рата. После рата важио је за истакнутог политичког емигранта.

## Биографија
Родио се у селу Лапату недалеко од Плашког, у Лици, од оца Милована и мајке Цвете. Основну школу и нижу гимназију завршава у родном крају 1935. године, када конкурише за питомца Војно-техничког завода у Крагујевцу и исту школу завршава 1939. године. После завршене школе био је запослен у другом одељењу Војно-техночког завода све до априла 1941. године.

## Други светски рат
Половином маја 1941. долази у родни крај где се задржава само месец дана и поново враћа у Србију, под врло тешким околностима, у време страшног злочина и покоља српског становништва у усташкој Хрватској. Кратко време проводи у Београду, одакле одлази на службу у Шабац. Крајем августа 1941. напушта Шабац и ступа у Церски четнички одред под командом Драгослава Рачића. Учесник је у свим борбама од 1941. до 1945. године, под командом капетана а доцније пуковника Рачића, налазећи се на разним положајима, почев
од обичног борца, десетара, наредника, командира чете и на крају команданта Омладинског
батаљона у чину потпоручника у Поцерској војно-четничкој бригади.

## Босанска голгота
Оболева од тифуса 1945. године у околини Горажда. Транспортован је са већом групом тифусара и рањеника на путу од Јабуке (испред Месића) за Подроманију; под
страшном хладноћом и снегом завејаним путевима, промрзле су му ноге тако да ће му касније бити ампутирано пола стопала десне ноге. Немци, који су се повлачили из Грчке, успут су прихватали комунистичке и четничке рањенике и транспортовали их за Сарајево фебруара 1945. године, а затим су га даље пребацили за Аустрију
на даље лечење.

## Емиграција
Петнаест месеци проводи на лечењу у разним болницима Аустрије, и почетком маја 1946. године стиже у официрски логор (бивших југословенских ратних заробљеника) Марк-Понгао и ту остаје до децембра. У то време бива премештен у логор Астен крај Линца, где ступа у брак 1950. са својом супругом Адом. Исељавају се за Америку фебруара 1952. године, по доласку у
Чикаго Душан постаје члан цркве и Српске народне одбране. Активно учествује у свим националним делатностима српске политичке емиграције. Више година је био члан Редакције одбора листа "Слобода" Српске народне одбране у Америци. Постаје члан Централног и Извршног одбора СНО. Написао је више чланака и ратних доживљаја у листу „Равногорска мисао“. Године 1998. је објавио књигу "Церско - мајевичка група корпуса пуковника Драгослава Рачића ".

## Доброчинство
Организује помагање поправке Саборног храма у родном крају Плашком (седиште Горњо-
карловачке епархије пре Другог светског рата). Душан Трбојевић је један од дванаест
Срба, на челу са др Рајком Томовићем, који су организовали друштво „Пресвете Богородице“ и купили имање на коме је подигнут манастир Нова Грачаница, на Трећем језеру близу Чикага. Помогао је и градњу храма Св. Саве у Београду. Редовно је слао помоћ ратној сирочади из Крајине и Босне и Херцеговине током и после ратова деведесетих година.